# حرب وقائية

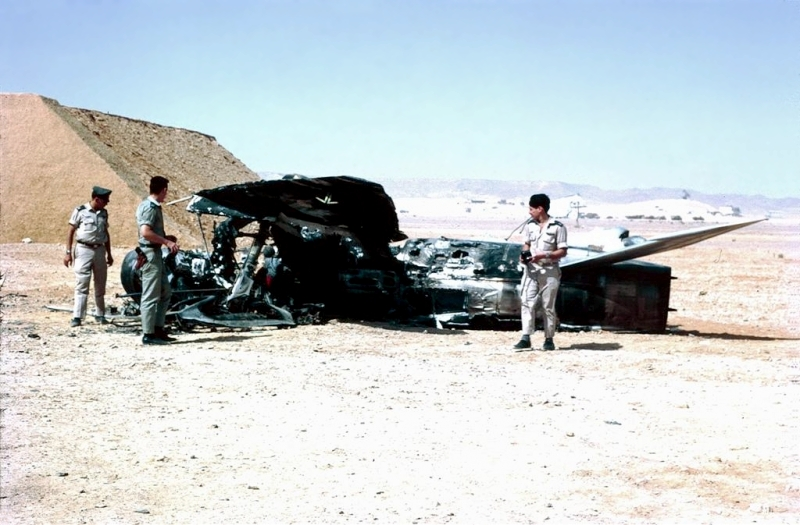

الحرب الوقائية هي الحرب تبدأ في إطار الاعتقاد بأن الصراع في المستقبل أمر لا مفر منه إن لم يكن وشيكا. ويكون الهدف من الحرب الوقائية هو منع حدوث تبدل في ميزان القوى.